# 地球規模問題に取組む国際議員連盟
地球規模問題に取組む国際議員連盟（ちきゅうきぼもんだいにとりくむこくさいぎいんれんめい、英: Parliamentarians for Global Action、仏: Action Mondiale des Parlementaires、西: Acción Mundial de Parliamentarios）は、一国単独の議会では解決が困難な様々な地球規模の協力が必要な分野に於ける各国の国会議員の相互協力を推進する目的で設立された国際議員連盟である。略称はPGA。国際的な反グローバリズム市民ムーヴメントであるPeoples Global Action（同、PGA）とは区別される。

## 概要
PGAは軍縮、民主主義の擁護、紛争予防、国際法と人権、持続可能な開発などの地球規模の問題に取り組む目的で1978年、 アメリカ合衆国と カナダ議会の主導のもと設立された。現在、112カ国の議会、及びアフリカ地域を代表する西アフリカ諸国経済共同体（ECOWAS）議会と欧州地域を代表する欧州議会の2つの地域議会から1300余名の国会議員がメンバーとして活動している。

## 国際本部
PGAの本部はニューヨークに置かれ、国際事務局がその運営を行う。

### 組織
- 年次総会（Annual Forum）
- 執行理事会（Executive Committee）
- 国際委員会（International Council）
- 国際事務局（International Secretariat）

### 加盟
規約によりPGA会員は次の要件を満たされなければならないとされる。
```
1. 自由選挙により選出された個人であること。
2. その選挙が複数の政党あるいは政党に属さない個人に対して行われる性格のものであること。   
3. その個人の属する議会では自由な議論を行う環境が揃っていること。
4. その個人の属する議会では政府提案の法案を差し戻すことが可能なこと。
```

## 日本支部
PGAの日本支部である「地球規模問題に取組む国際議員連盟日本委員会」（英: Parliamentarians for Global Action Japan National Committee）は、1992年に発足した。略称は「PGAジャパン」（PGA Japan）。現在の会長は元自民党衆議院議員の森山眞弓が務める。

### 会員
PGAジャパンの会員は25名となっている。

#### 衆議院
衆議院からは12名の国会議員がPGAジャパンに所属している。
- 逢沢一郎（自民党）
- 伊藤信太郎（自民党）
- 稲田朋美（自民党）
- 河村建夫（自民党）
- 額賀福志郎（自民党）
- 平沢勝栄（自民党）
- 細田博之（自民党）
- 遠山清彦（公明党）
- 菊田真紀子（立憲民主党）
- 玄葉光一郎（立憲民主党）

#### 参議院
参議院からは13名の国会議員がPGAジャパンに所属している。
- 有村治子（自民党）
- 山本一太（自民党）
- 木村義雄（自民党）
- 林芳正（自民党）
- 猪口邦子（自民党）
- 川田龍平（立憲民主党）
- 長浜博行（立憲民主党）
- 白眞勲（立憲民主党）
- 小林正夫（国民民主党）
- 榛葉賀津也（国民民主党）
- 谷合正明（公明党）
- 井上哲士（共産党）
- 福島瑞穂（社民党）
- 藤末健三（無所属）

## 元会員
- 谷津義男（自民党・2009年に落選）
- 谷口和史（公明党・2009年に落選）
- 町村信孝（自民党・2015年に死去）
- 江田五月（民進党・2016年に引退）
- 直嶋正行（民進党・2016年に引退）
- 尾立源幸（民進党・2016年に落選）
- 高村正彦（自民党・2017年に引退）

## 主な活動実績
- 2006年12月、東京の憲政記念館で世界総会（第28回）を初主催。世界59カ国から142名の議員が訪れ、国際刑事裁判所（ICC）と人間の安全保障を二大テーマに2日間に渡って議論が行われ、最終日には紛争予防や平和構築などの概念を盛り込んだ「東京宣言」が採択された。
- 2008年5月、国会で スーダンのダルフール及び 中国・チベット情勢についてICCの文脈で討議する検討会議を開催。ダルフール情勢については「ダルフール問題について平和と正義の追求を求める宣言」が採択された。